# Pseudofabriciola analis
Pseudofabriciola analis är en ringmaskart som beskrevs av Fitzhugh, Giangrande och Simboura 1994. Pseudofabriciola analis ingår i släktet Pseudofabriciola och familjen Sabellidae. Inga underarter finns listade i Catalogue of Life.